# Patrick O'Bryant
Patrick Fitzgerald O'Bryant (rođen 20. lipnja 1986) je američki profesionalni košarkaš koji je trenutačno slobodan igrač.

## Sveučilište
O'Bryant je pohađao Sveučilište Bradley i doveo tamošnju košarkašku momčad u šesnaestinu finala 2006 u NCCA ligi. Njegove izvedbe protiv odličnih ekipa Kansasa i Pittsburgha privukli su pažnju NBA skauta.

## NBA

### Golden State Warriors
26. lipnja 2006. je draftiran od strane Golden State Warriorsa. U prvoj sezoni je ozljeđen, a sljedeće je poslan u razvojnu ligu (D-leauge). U sezoni 2007-08 Warriorsi su mu odlučili ponuditi produženje ugovora koje je on prihvatio.

### Boston Celtics
11. srpnja 2008 O'Bryant je potpisao dvogodišnji ugovor s Boston Celticsima vrijedan 3.12 milijuna dolara. U Bostonu je odigrao 26 utakmica kroz sezonu, ali izostao je pravi napadački učinak.

### Toronto Raptors
19. veljače 2009 je mijenjan u Toronto u razmijeni triju momčadi gdje je Will Solomon napustio Toronto i otišao u Sacaramento.

## Statistika
| Godina    | Klub     | Odig. uta. | Uta. poč. | Min. | 2P%  | 3P%  | Sl. bac.% | Skok. | Asist. | Ukr. lop. | Blok. | Poena |
| --------- | -------- | ---------- | --------- | ---- | ---- | ---- | --------- | ----- | ------ | --------- | ----- | ----- |
| 2006./07. | Warriors | 16         | 0         | 7.4  | .313 | .000 | .647      | 1.3   | .6     | .4        | .5    | 1.9   |
| 2007./08. | Warriors | 24         | 0         | 4.1  | .552 | .000 | .600      | 1.2   | .2     | .2        | .4    | 1.5   |
| 2008./09. | Boston   | 26         | 0         | 4.2  | .516 | .000 | .667      | 1.3   | .3     | .1        | .3    | 1.5   |
| 2008./09. | Toronto  | 13         | 3         | 11.3 | .547 | .000 | .375      | 2.5   | .2     | .2        | .9    | 4.7   |
| 2009./10. | Toronto  | 11         | 0         | 4.6  | .533 | .000 | .500      | 1.0   | .1     | .2        | .4    | 1.7   |
| Ukupno    |          | 90         | 3         | 5.8  | .494 | .000 | .583      | 1.4   | .3     | .2        | .4    | 2.1   |